# 富士通中部システムズ
株式会社富士通中部システムズ（ふじつうちゅうぶシステムズ 英称:FUJITSU CHUBU SYSTEMS LIMITED、略称:FJCL）は、かつて存在した東海地方を主な活動地域としたシステムインテグレーター。2012年4月に同じく富士通の西日本地域SE子会社である富士通関西システムズを存続会社として富士通中国システムズ、富士通岡山システムエンジニアリング、富士通四国システムズ、富士通西日本アプリケーションの各社と統合され、富士通システムズ・ウエストとなった。

## 沿革
- 1982年（昭和57年）7月 - 「株式会社富士通東海システムエンジニアリング」(TKS)設立。
- 1989年（平成元年）6月 - 「株式会社富士通静岡システムズ」(FSO)設立。
- 1995年（平成 7年）10月 - 株式会社富士通東海システムエンジニアリングと株式会社富士通静岡システムズが合併。「株式会社富士通中部システムズ」(FJCL)となる。
- 1997年（平成 9年） - ISO 9001認証を取得。
- 2005年（平成17年）3月 - ISO 14001認証を取得。
- 2005年（平成17年）12月 - プライバシーマークの取得。
- 2012年（平成24年）4月 - 富士通の西日本地域SE子会社5社とともに合併され、富士通システムズ・ウエストとなる。

## 事業所
- 本社（愛知県名古屋市中区）
- 豊田事業所（愛知県豊田市）
- 静岡事業所（静岡県静岡市駿河区）
- 沼津事業所（静岡県沼津市）
- 浜松事業所（静岡県浜松市中央区）
- 東京事業所（東京都大田区）
- 大阪事業所（大阪府大阪市中央区）